# Carex steyermarkii
Carex steyermarkii là một loài thực vật có hoa trong họ Cói. Loài này được Standl. mô tả khoa học đầu tiên năm 1947.